# F. C. Colonia
El F. C. Colonia (en alemán y oficialmente 1. Fußball-Club Köln 01/07 e.V.), pronunciado /ˈfuːsbalˌklʊp ˈkœln/ (escucharⓘ) es una entidad deportiva profesional situada en Colonia, en la región Rin-Ruhr del estado federal de Renania del Norte-Westfalia, Alemania. Fue fundado el 13 de febrero de 1948 mediante la fusión de los equipos Kölner Ballspiel-Club 1901 y SpVgg Sülz 07. Es uno de los clubes de fútbol con más tradición e historia del país, y desde la temporada 2025-26, disputará la 1. Bundesliga, la primera división del futbol alemán, tras ser el campeón de la 2. Bundesliga.
En la Bundesliga, se ubica en la octava posición en la tabla histórica del campeonato con tres títulos. (En adelante se referirá a su traducción).
El club ostenta el honor de ser el primer campeón de la primera edición de la Bundesliga, creada en 1963 como unificación de un campeonato alemán absoluto, de la que ha sido vencedor en tres ocasiones, completando su palmarés con cuatro Campeonatos de Copa. En el panorama internacional, su mejor registro es un subcampeonato de la Copa de la UEFA (1986), mientras que en la máxima competición de clubes de Europa, la Liga de Campeones de la UEFA, finalizó ocho temporadas en semifinales.
A fecha de 2022 cuenta con 117.962 socios, cuarto club con más asociados del país, y cuenta con secciones deportivas de fútbol masculino, la principal, fútbol femenino, balonmano, tenis de mesa y gimnasia.[cita requerida]

### Fundación y los primeros años

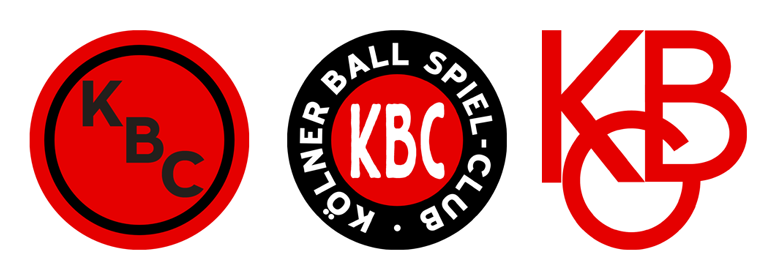
Escudos históricos del predecesor Kölner BC

## Historia

### Fusión para formar 1. FC Colonia

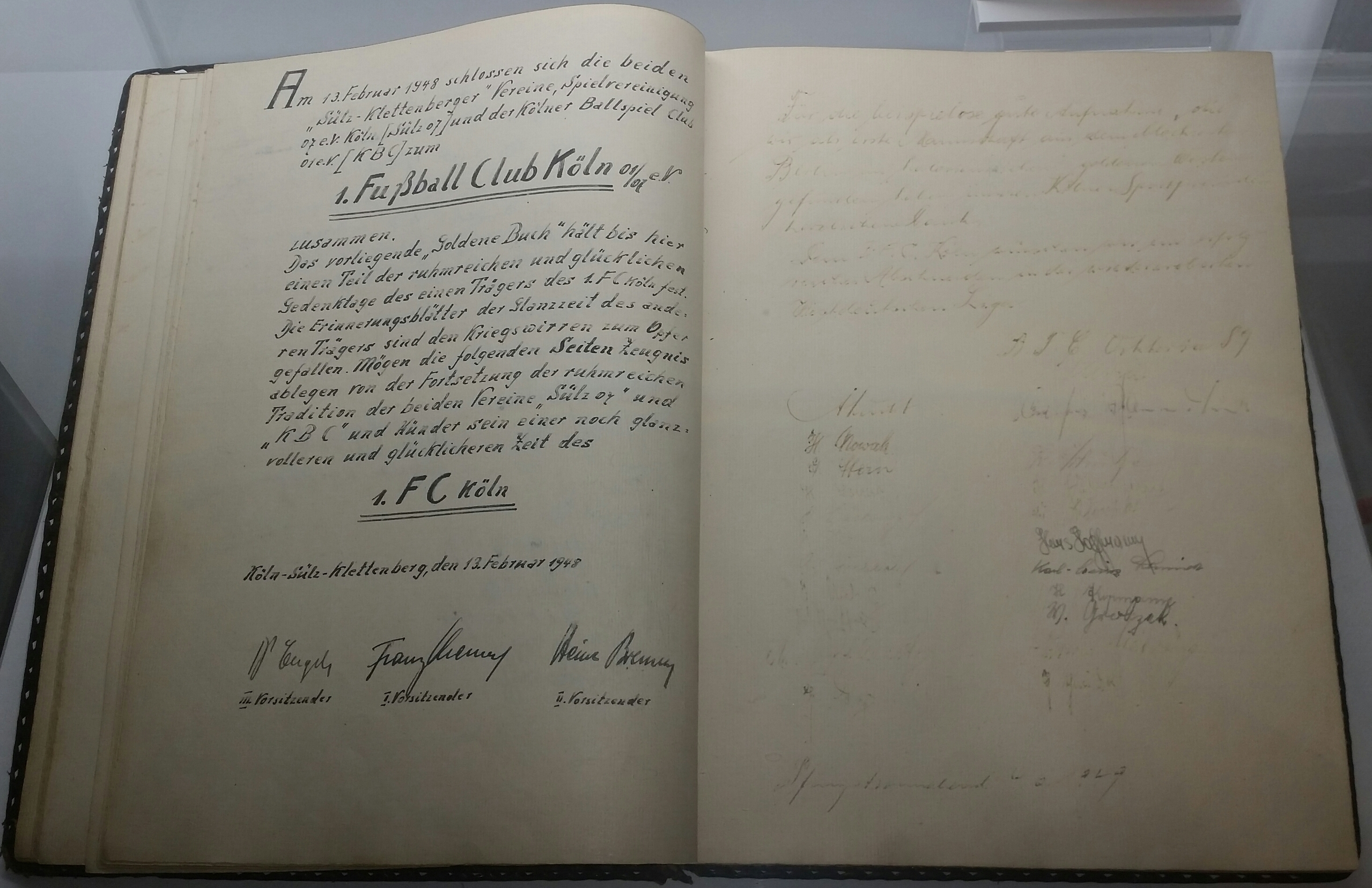
Documento de fundación del 1. FC Köln

Colonia siempre había tenido varios clubes de fútbol repartidos en sus barrios pero ninguno había llegado a destacar. Dos de estos clubes, el Koelner Ballspiel Club (KBC) y la Asociación Deportiva Suelz decidieron fusionarse el 13 de febrero de 1948. De aquella unión surgió el 1. FC Colonia.
Se decidió que el escudo representase a la ciudad por lo que se adoptó su símbolo por antonomasia: la imponente catedral. En segundo lugar se decidió que los colores debían ser el rojo y blanco, representativos asimismo de la ciudad.
Sus aspiraciones de convertirse en el club representativo de Colonia fructificaron en los años venideros. Apenas doce meses después de su fundación, y de la mano del Presidente Franz Kremer, el conjunto coloniense ascendió a la Liga Regional del Oeste (máximo título al que aspiraba en ese momento), y se adjudicó el título en cinco ocasiones.

### Los años 1960
El Colonia alcanzó la final del Campeonato Alemán de fútbol en los años 1960, 1962 y 1963, aunque solo lo ganó el del 1962. En la temporada 1961-62 participó en la Copa de Ferias donde se enfrentó en primera ronda contra el Inter de Milán. En Alemania el resultado fue 4-2 pero en Italia fue 2-0. En aquel momento no contaba la regla de goles fuera de casa por lo que se jugó un tercer partido que terminó con la victoria del Inter por 5-3.
La temporada 1962-63 compitió en la Copa de Europa siendo derrotado en la primera fase por el Dundee FC.
Con la creación de la Bundesliga en 1963-64, el Colonia se convirtió en el primer club en conseguir el título. Esa misma temporada participó en la Copa de Ferias donde se enfrentó al Gent al que eliminó, después se enfrentó al Sheffield y el equipo capitalino A.S. Roma, pero finalmente fue derrotado por el Valencia CF.
En la temporada siguiente 1964-65, en la participación en la Copa de Europa derrotó al Partizán albanés y al Panathinaikos griego pero cayeron en cuartos de final con el Liverpool FC inglés tras un tercer partido de desempate. En la temporada 1965-66 el F.C. Colonia participó en la Copa de la Ferias donde se enfrentó al Union Luxembourg, al Aris Salónica pero finalmente cayó ante el Ujpest Dozsa Budapest tras jugar un tercer partido de desempate.
En su participación en la Copa de Ferias de la temporada 1967-68 donde se enfrentó al Slavia de Praga y al Glasgow Rangers.
El último éxito de la década fue el triunfo en la Copa de Alemania en 1968.
En su participación en la Copa de Ferias de la temporada 1968-69 se enfrentó al Girondins Burdeos, ADO Den Haag, Randers FC para finalmente ser derrotado por el FC Barcelona.

### Década de 1970

Escudo de armas del Colonia 1967-1973

Fue entonces cuando el equipo atravesó su peor sequía, no exenta de algún que otro sobresalto en su lucha por la permanencia.
En su participación en la Copa de Ferias se enfrentó al Racing Paris (5-1 y 1-0), A.C. Fiorentina (1-2 y 1-0), Spartak Trnava (0-1 y 3-0) y Arsenal F.C. (2-1 y 1-0) para finalmente caer ante la Juventus (1-1 y 2-0).
En la temporada 1971/72 participó en la primera edición de la Copa de la UEFA donde se enfrentó al AS Saint Etienne (1-1 y 2-1) y cayó ante el Dundee United (2-1 y 4-2).
La tercera etapa en el club del entrenador y pieza clave en la historia de la entidad, Hennes Weisweiler, puso fin a la travesía por el desierto. En 1977, el Colonia volvió a levantar la Copa y, al año siguiente, consiguió el doblete.

### Los años 1980
Exceptuando la Copa de Alemania de 1983, el Colonia no ha vuelto a alzar ningún trofeo. No obstante, esto no significa que el club no haya dado más alegrías a su afición, ya que sí ha protagonizado victorias muy sonadas en el plano continental.
En 1979, el Colonia alcanzó las semifinales de la Copa de Europa, donde cayó ante el Nottingham Forest inglés, a la postre campeón de la competición. Apenas unos meses más tarde firmó la primera victoria de un equipo alemán en competición europea en casa del FC Barcelona (0-4), que le sirvió para sellar su pase a cuartos de final de la antigua Copa de la UEFA.
En 1986 se coló en la gran final de esta competición, pero cayó a manos de un Real Madrid muy superior.

### La década de 1990
El inicio de la decadencia del Colonia coincidió con el triunfo de Alemania en la Copa Mundial de 1990. Thomas Hassler fue traspasado al Juventus de Turín por una cifra récord en aquella época: 14 millones de marcos alemanes, unos 7 millones de euros. Y en 1991 se produjo su última participación en la final de la Copa de Alemania.
Fue precisamente en el 50.º aniversario de la entidad, en 1998, cuando uno de los miembros fundadores de la Bundesliga descendió por primera vez a la categoría de plata del fútbol alemán. Su trayectoria posterior ha sido un constante ir y venir entre ambas divisiones, lo cual ha provocado que los críticos hayan bautizado al Colonia con el incómodo apelativo de "equipo ascensor".
Con solo tres títulos ligueros y cuatro de Copa en su haber, es evidente que el Colonia no pertenece al selecto grupo de clubes más laureados de Alemania. Sin embargo ha contado con un extenso historial de futbolistas, técnicos de primer nivel.
Cabe destacar a los porteros internacionales Harald Toni Schumacher y Bodo Illgner, al centrocampista Wolfgang Overath, quien ostentó la presidencia del club entre 2004 y 2011, o a los delanteros Lukas Podolski, Dieter Müller, Pierre Littbarski o Hans Schaefer.

### El nuevo milenio
Tras 2 temporadas en la segunda división, salió campeón en la edición 1999-00, por lo que vuelve a la 1.Bundesliga para la temporada 2000-01, donde no pasó del décimo lugar. El equipo fue invitado a la Copa Intertoto 2001, sin embargo decidió no participar.
La temporada 2001-02 consiguió únicamente 29 puntos en 34 partidos disputados, lo que colocó al club en la posición número 19 y lo condenó al descenso por segunda vez en apenas 5 años. Solo fue necesario esperar un año para el regreso a la máxima división del fútbol alemán, y un año más para otra mala campaña y posterior pérdida de categoría.
Al descenso de 1998 le siguieron los de 2002, 2004, 2006, 2012 y 2018. En esta época, su mejor desempeño en la Bundesliga ocurrió en la temporada 2016-17, un quinto lugar que llevó al equipo a participar en la UEFA Europa League 2017-18. En esta competición internacional no logró pasar de fase, quedándose con el tercer lugar del grupo G.

### Años 2018-20
Campeón de la temporada 2018-19 de la 2. Bundesliga, se ganó el derecho de participar en la primera división, donde en la temporada 2019-20 terminó con un rendimiento irregular que lo llevó al 14° lugar con el gran aporte del goleador colombiano Jhon Córdoba y el francés Modeste antes del parón general por la pandemia del COVID-19, el día 16 de marzo de 2020.
Recientemente fueron víctimas varios de sus jugadores del COVID-19, desde el club se informó tan solo que hubo tres afectados en el equipo, sin dar detalles de quiénes son. También se agrega en la información que los tres infectados no presentan síntomas, pero que de todos modos fueron puestos en cuarentena en sus casas por 14 días. Cabe recordar que el nuevo Coronavirus se ha presentado en varias ocasiones de forma asintomática en algunas personas.
En el comunicado, el FC Koln, expresó que seguirán con los entrenamientos al igual que los otros equipos de la liga alemana, ya que pretenden llegar en las mejores condiciones física a la reanudación de su competencia.

## Símbolos

### Mascota

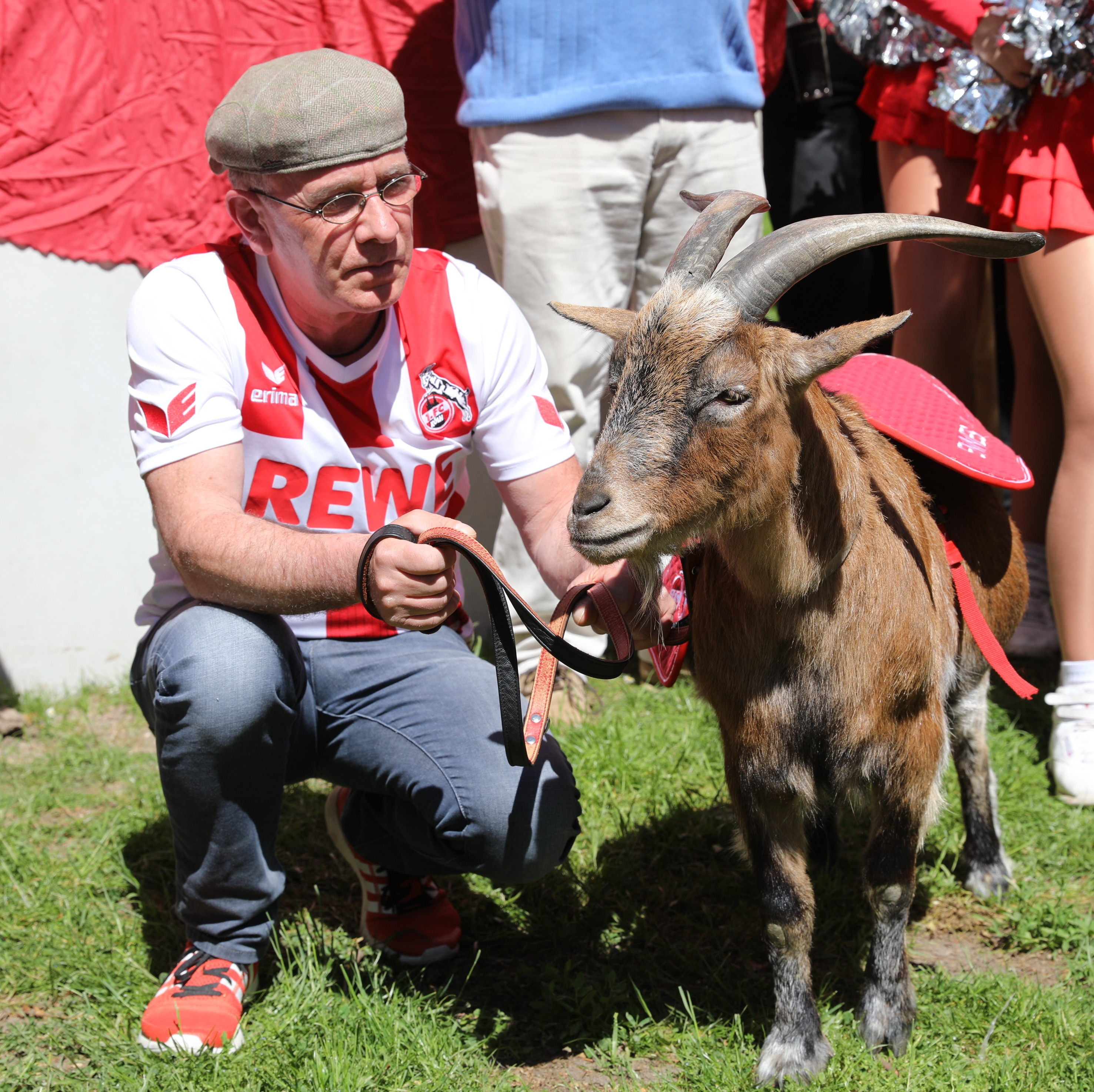
La cabra Hennes VIII, 2018.

El macho cabrío Hennes es el chivo macho, que está representado en el escudo de armas del 1. FC Colonia. El gran macho cabrío, Hennes I, fue entregado al club de fútbol durante una sesión de carnaval en el edificio Williamsbau de Colonia el 13 de febrero de 1950 por la directora del circus  Carola Williams como una broma de carnaval (llamada así por el jugador del Colonia de la primera hora y jugador-entrenador Hennes Weisweiler). El ambiente de carnaval se convirtió en una mascota con valor publicitario, además si muere un macho cabrío, su sucesor también se llama Hennes, por lo que el número ordinal agregado al nombre se incrementa en uno.
Hennes VIII ha estado en casa en el zoológico de Colonia desde el verano de 2014 y ya no vive solo, sino en manada. Hennes ha estado en vivo en Internet desde diciembre de 2014. Hennes VIII se retiró para la temporada 2019-20 y fue sustituido por Hennes IX.

### Cultura del estadio

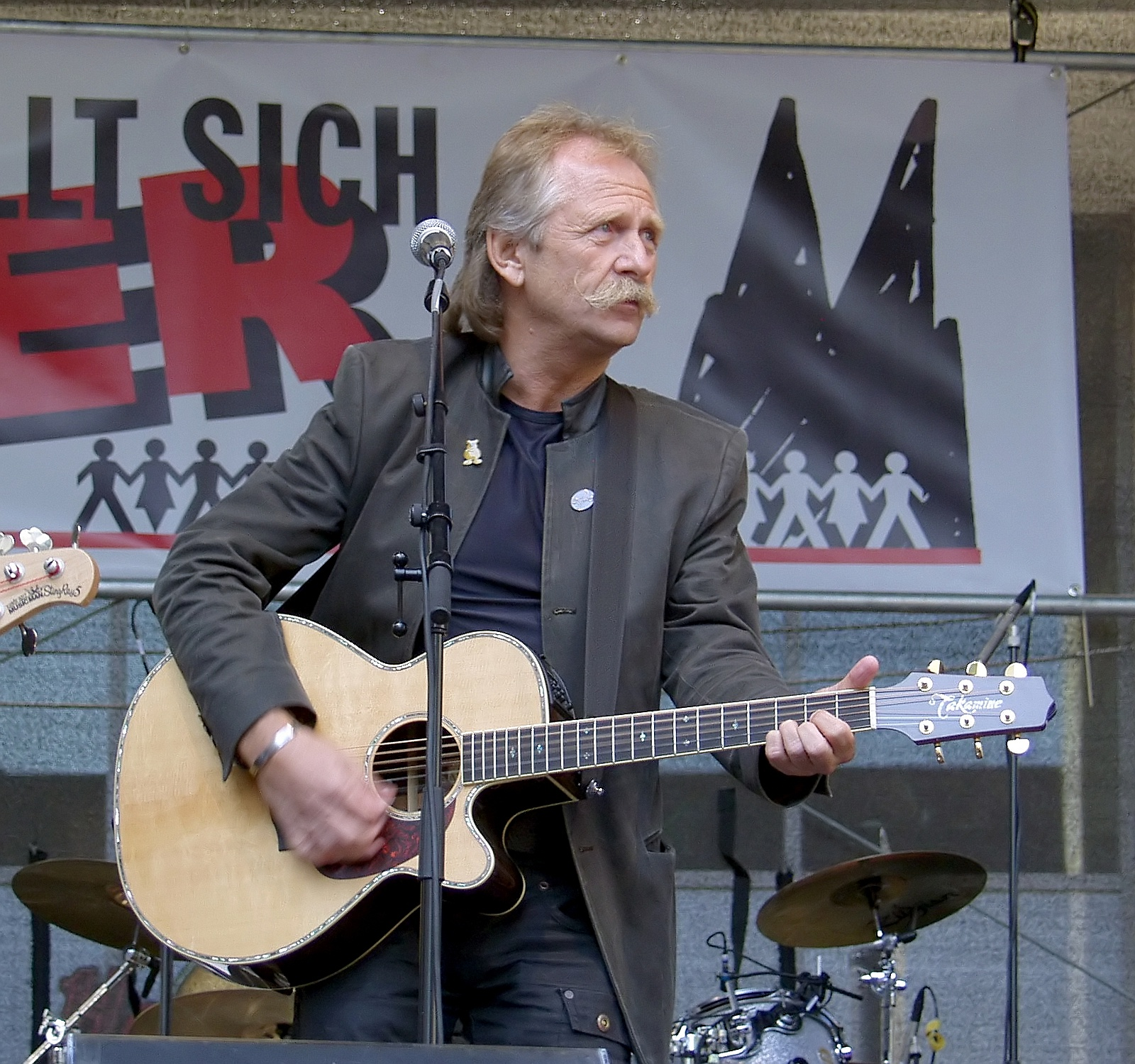
El grupo "Höhner", Henning Krautmacher

#### Canciones
Cantar varias canciones, en su mayoría más o menos en el dialecto local, es una parte importante de la cultura del estadio. Se cantan canciones puras del Colonia y un repertorio más amplio de canciones tradicionales del carnaval de Colonia.
- Mer stonn zo Dir, FC Kölle (Höhner, 1998): Pocos años después de su publicación, esta canción alcanzó el estatus de “himno del FC” y la audiencia la canta antes de cada partido. El original, la canción folclórica escocesa Loch Lomond, se hizo conocida internacionalmente por el grupo Runrig y se cantó con una pasión similar.
- Unser Hätz schlät för dr FC Kölle (Höhner, 1986): Líricamente basada en el éxito de Höhner "Echte Fründe". La melodía original proviene de la canción británica de marcha It's a Long Way to Tipperary
- FC, jeff Jas! (BAP, 1998): La canción de BAP “Für ne Moment” fue reescrita con motivo del 50° aniversario de la asociación, originalmente cantada por Wolfgang Niedecken, Guildo Horn y Stefan Raab.

### Eco de Cabrito
El periódico del Estadio del 1. FC Colonia es el "Billy Goat Echo", que tiene una larga tradición como revista oficial del club. Apenas unos meses después de la fundación del club, aparecía regularmente un “mensaje del club”, pero no era un programa. Para el primer partido en casa de la temporada de liga 1957-58 contra Westfalia Herne, el problema "N°1" del eco del macho cabrío. En ocho páginas había informes sobre temas actuales e históricos, publicidad y la alineación del equipo FC.
Durante un breve período de tiempo, a principios de la década de 1970, la más extensa "Bundesliga Zeitung" se convirtió en el programa oficial de partidos en casa del Colonia, pero nunca alcanzó la popularidad del eco del macho cabrío, de modo que después de poco menos de dos años se reintrodujo el "eco del macho cabrío". El "eco del macho cabrío" está a todo color desde 1993-94 y ahora también se puede leer digitalmente.

### El FC en el Carnaval de Colonia

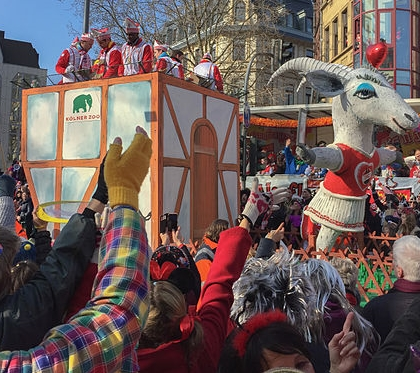
Jugadores del Colonia en el Rosenmontagszug, 2015.

El FC Colonia está comprometido con uno de los activos culturales más importantes de la ciudad de Colonia, el Carnaval de Colonia. Desde 1949, la asociación ha acogido una sesión de carnaval en cada sesión, y el club también produce sus propias medallas de carnaval. Durante los desfiles del Lunes de las Rosas siempre ha habido carrozas que se ocupaban de la asociación, pero sin la participación directa del club. Desde 2014, los jugadores y dirigentes del FC han viajado con su propio coche en la mudanza.
En la temporada 2013-14, el club produjo una camiseta de carnaval por primera vez con sombreros del carnaval dibujados y armas de la ciudad bordados, que se usó en los juegos en casa contra el FC Unión Berlín y el Greuther Fürth. En la temporada 2014-15 hubo una nueva versión de la camiseta de carnaval. Esta vez, el diseño se basó en las insignias del Príncipe del Carnaval de Colonia, se usó en los juegos en casa contra SC Friburgo y Paderborn. Para la temporada 2015-16 la tercera camiseta de carnaval representó una falda de uniforme de un oficial del cuerpo tradicional más antiguo de Colonia, el Roten Funken, en el partido en casa ante otro histórico, el VfB Stuttgart.
En la temporada 2016-17, la cuarta camiseta de carnaval, que expresaría los estrechos vínculos entre el club y la ciudad, fue utilizada en los partidos en casa en dos ocasiones.
Después de un año de pausa, en la temporada 2018-19 el club lanzó la quinta camiseta de carnaval con el lema Ringelpiez zom Aanpacke, la cual fue usada por los jugadores contra el Dinamo Dresde y el SV Sandhausen.
Para la temporada 2019-20 el FC lanzó su sexta camiseta roja especial conmemorativa de Karneval La cual fue usada ante el histórico, Bayern Múnich, está inspirada en el mapa geográfico de Colonia el cuál se divide en los 9° distritos administrativos en la parte delantera de la camiseta. El lema oficial de la sexta edición de es "Et Hätz schleiht em Veedel".
Además del escudo del FC Colonia, el escudo de armas de la ciudad está cubierto en el cofre de la camisa. En amarillo, la tapa, la corona y la cúpula del sombrero se incorporan a los bordes blancos y el hembra de la camiseta.

## Indumentaria
Los uniformes del F. C. Colonia los fabrica actualmente la empresa Alemana Uhlsport, que pagará 3,5 millones de euros al año en lugar de 2,5 millones respectivamente.
- Uniforme titular: Camiseta blanca, pantalón blanco y medias blancas.
- Uniforme alternativo: Camiseta roja, pantalón rojo y medias rojas.
- Tercer uniforme: Camiseta amarilla con detalles rojos y verde oscuro, pantaloneta amarilla y medias amarillas.

| Histórico | (Ver evolución) | Actual |

## Instalaciones

### Estadio

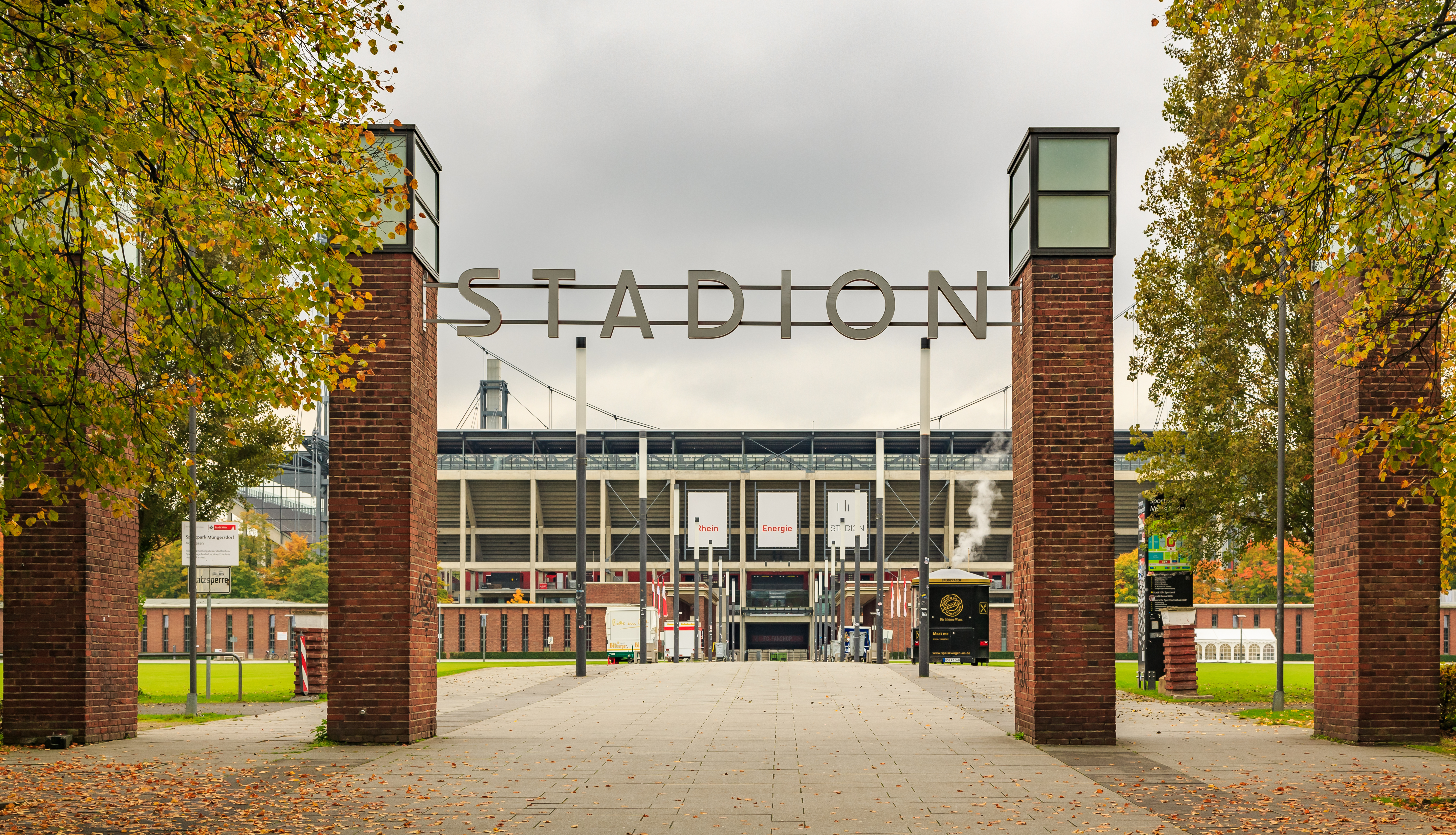
Entrada al estadio, luego al campo, hoy RheinEnergieStadion

El Estadio Rhein Energie (RheinEnergieStadion, en alemán) es un estadio de fútbol con una capacidad de 46,195 espectadores en partidos internacionales.
Para partidos nacionales la capacidad aumenta a 50 000 espectadores de los cuales 41 825 disponen de asiento. Se ubica en la ciudad de Colonia, en Alemania. Hasta el año 2000 fue conocido como el Estadio Müngersdorf, cuando fue completamente reconstruido para albergar al Campeonato Mundial de Fútbol del 2006, con un costo de más de 110 millones de euros.

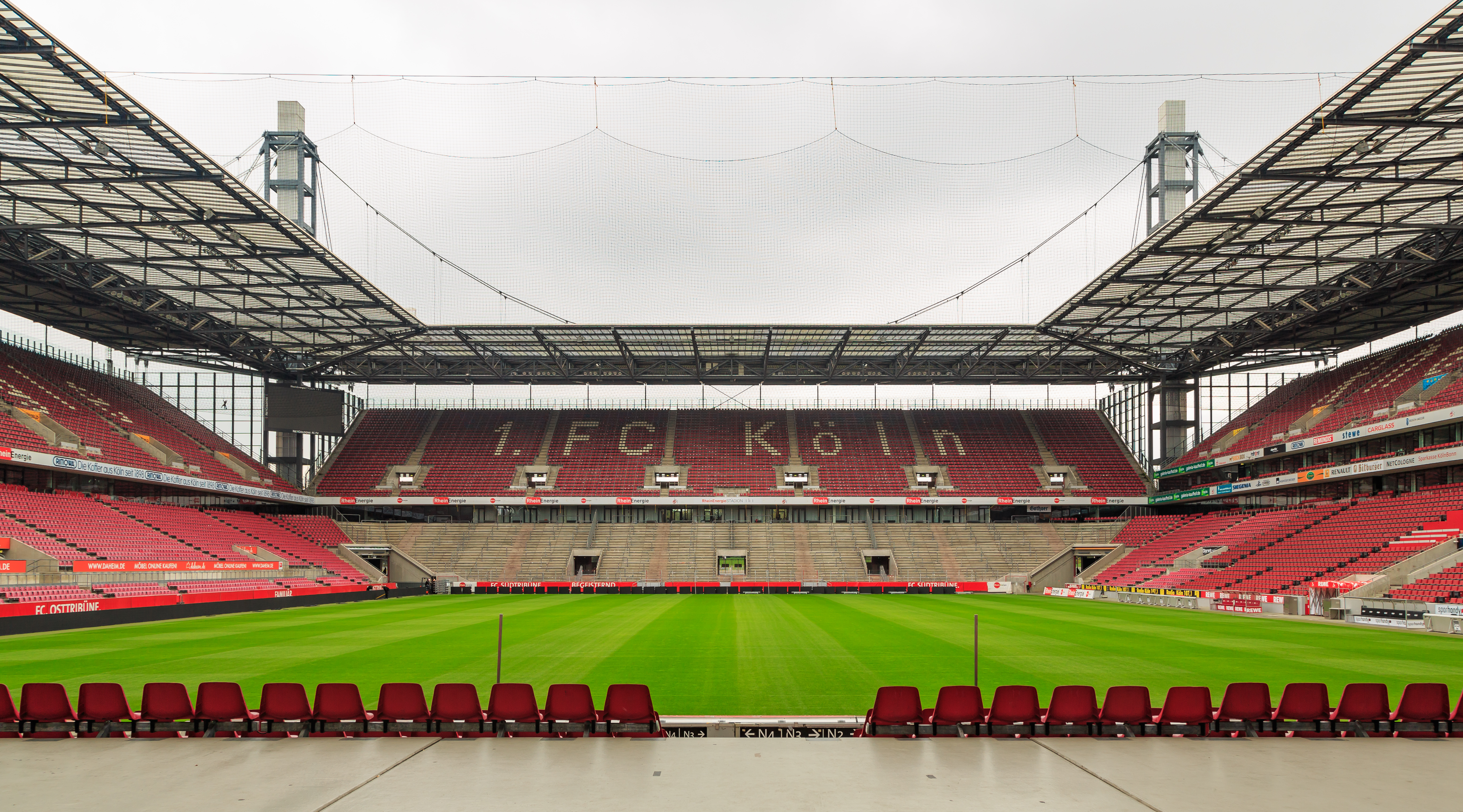
El interior del estadio, Colonia.

La reconstrucción de este estadio implicó eliminar la pista atlética del viejo Müngersdorfer, por lo que ahora las hileras superiores de las tribunas tienen una inclinación de 34º y sólo ocho metros de distancia entre el público y el campo. Cuatro mástiles de 72 metros de altura sostienen el techo. En julio de 2004, el RheinEnergieStadion recibió una medalla de bronce por instalaciones deportivas y recreativas distinguidas por el Comité Olímpico Internacional.
Ha sido sede de la Copa Confederaciones 2005 y durante el desarrollo de la Copa Mundial de la FIFA 2006 pasó a llamarse Estadio de la CM de la FIFA de Colonia (en idioma alemán: FIFA WM-Stadion Köln), ya que la FIFA no permite ningún tipo de publicidad en el nombre de los estadios.

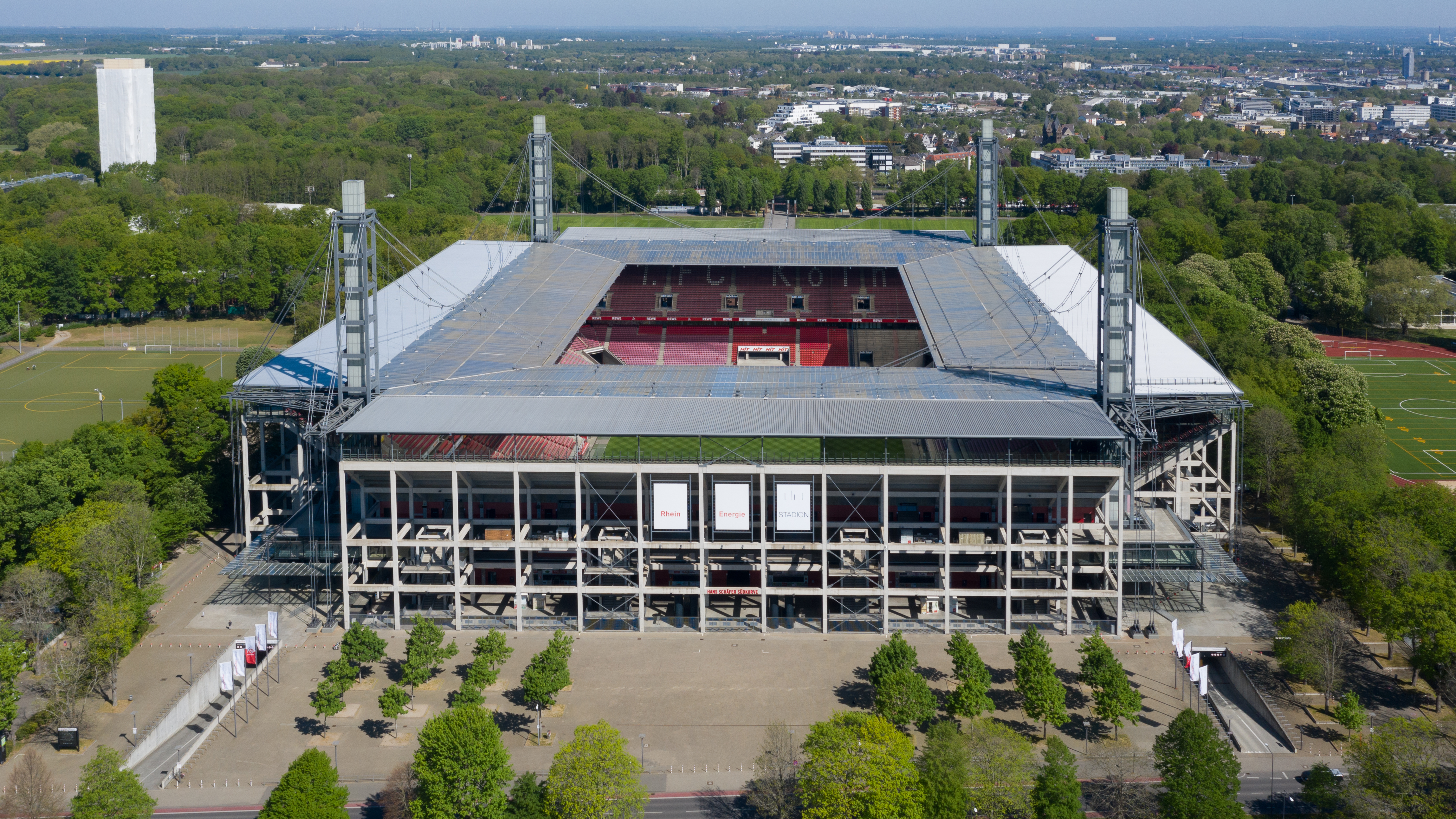
El exterior del estadio, Alemania.

En el año 2020, tras la pandemia de COVID-19 en Europa, la final de la Liga de Europa de 2020 se trasladó del Arena Gdansk en Gdansk, Polonia, al RheinEnergieStadion para ser disputado en el conocido juego de fantasmas donde el Sevilla FC de España se consagró campeón.
Además, ha sido testigo de variedad de conciertos donde se encuentran cantantes como Michael Jackson, Rihanna, Tina Turner, Pink e incluyendo bandas musicales como Queen, The Rolling Stones, Guns N' Roses, AC/DC, Unheilig y Coldplay.

### Casa Billy Goat

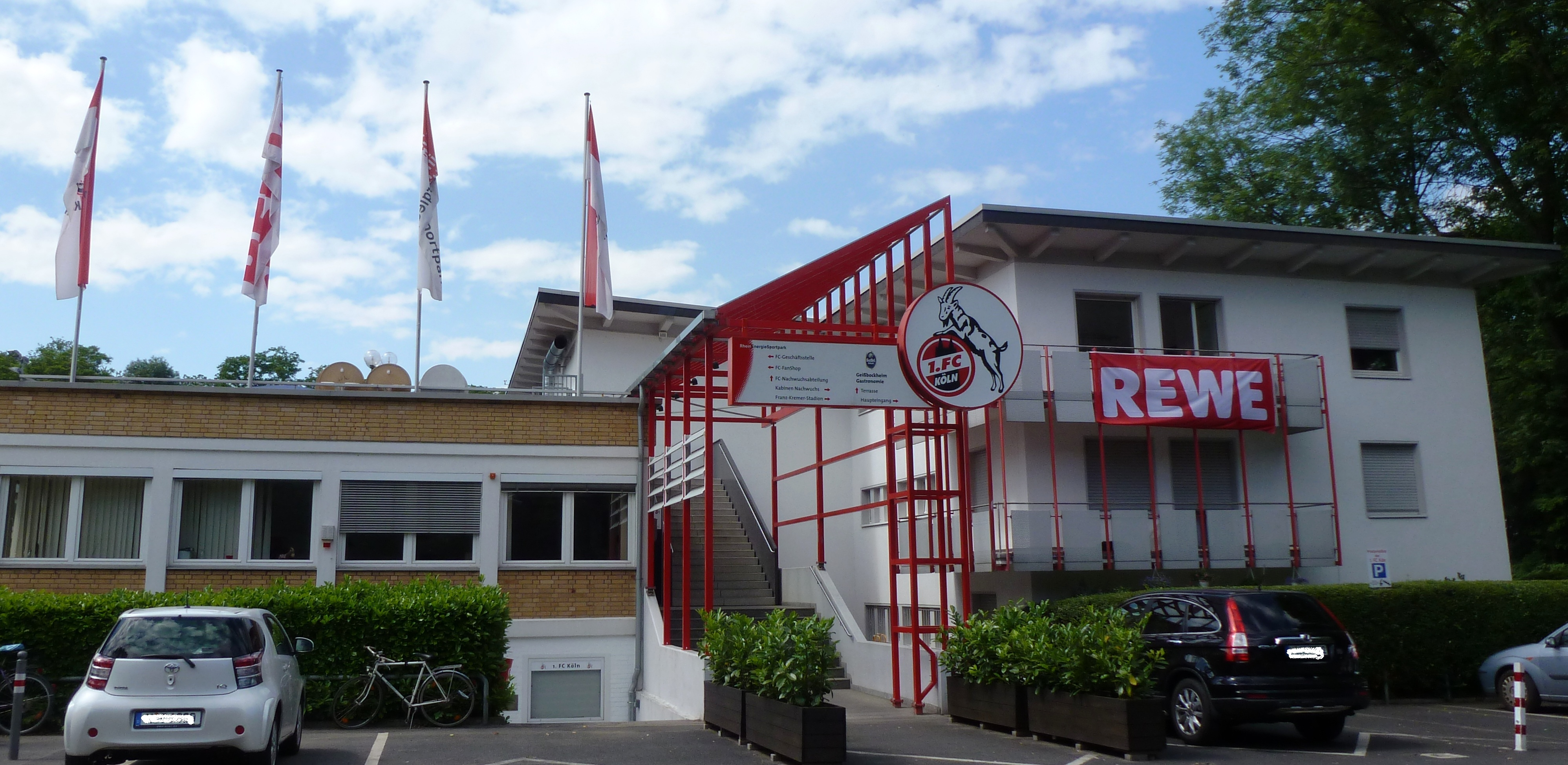
Geißbockheim, en 2012.

Cinco años después de la fundación del 1. FC Colonia, en 1953 se construyó una casa club en el cinturón verde. Se llamó "Geißbockheim", en honor a la mascota del club. La casa club ha sido reconstruida y ampliada varias veces. En «Geißbockheim» ahora hay un restaurante, la oficina central, una tienda de fanes, el área para jóvenes y jugadores autorizados y un pabellón de deportes. Además del Geißbockheim, se crearon varios campos de entrenamiento.
El estadio amateur fue construido entre 1966 y 1971 y se ha llamado Estadio Franz Kremer desde 1977. El área del club, que se llama "RheinEnergieSportpark" desde 2007, tiene, además del Estadio Franz Kremer, cuatro campos de césped natural y dos artificiales, una jaula de fútbol y una cancha de fútbol-tenis. Por lo tanto, el sitio cumple con los requisitos de una lista de centros de desempeño de la DFB, (Deutscher Fußball-Bund).
Los planes del FC para ampliar el sitio se ven obstaculizados por su ubicación en el área de paisaje protegido "cinturón verde exterior de Müngersdorf a Marienburg" y que conecta los corredores verdes. Las subzonas adyacentes dentro de esta área de protección del paisaje también han estado sujetas a la ley de protección de monumentos desde 1980. Uno de los “planes maestros” del Colonia incluye un moderno centro de desempeño.

## Jugadores

### Jugadores con más partidos

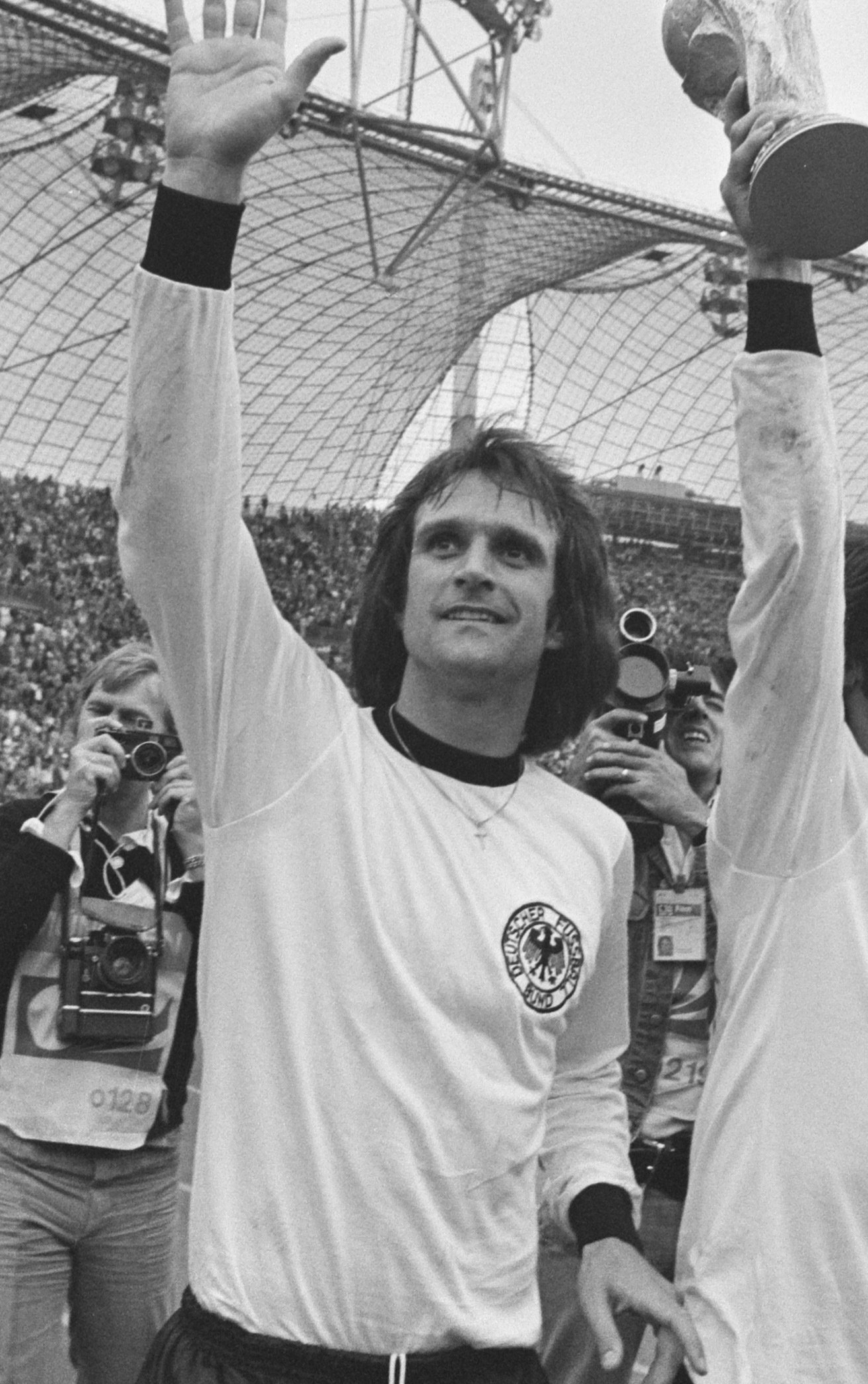
Wolfgang Overath, 1974.

| #   | Futbolista        | Partidos | País     |
| --- | ----------------- | -------- | -------- |
| 1°  | Wolfgang Overath  | 542      | Alemania |
| 2°  | Harald Schumacher | 541      | Alemania |
| 3°  | Hans Schäfer      | 506      | Alemania |
| 4°  | Hannes Löhr       | 505      | Alemania |
| 5°  | Pierre Littbarski | 504      | Alemania |
| 6°  | Heinz Simmet      | 477      | Alemania |
| 7°  | Wolfgang Weber    | 470      | Alemania |
| 8°  | Bernd Cullmann    | 458      | Alemania |
| 9°  | Harald Konopka    | 456      | Alemania |
| 10° | Heinz Flohe       | 453      | Alemania |

### Máximos goleadores

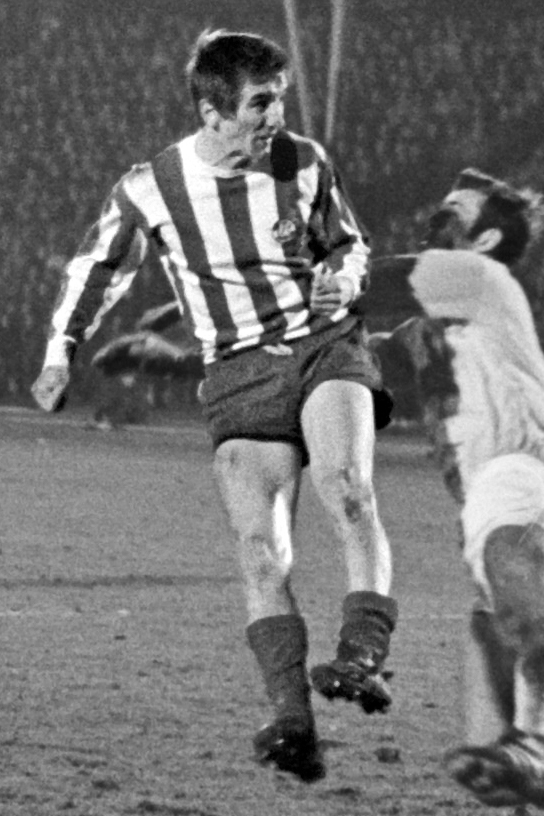
Hannes Löhr, 1968.

| #   | Futbolista         | Goles | País     |
| --- | ------------------ | ----- | -------- |
| 1°  | Hans Schäfer       | 306   | Alemania |
| 2°  | Hannes Löhr        | 235   | Alemania |
| 3°  | Dieter Müller      | 231   | Alemania |
| 4°  | Christian Müller   | 182   | Alemania |
| 5°  | Karl-Heinz Thielen | 146   | Alemania |
| 6°  | Pierre Littbarski  | 144   | Alemania |
| 7°  | Klaus Allofs       | 120   | Alemania |
| 8°  | Heinz Flohe        | 118   | Alemania |
| 9°  | Wolfgang Overath   | 118   | Alemania |
| 10° | Hans Sturm         | 102   | Alemania |

## Entrenadores
Entrenadores del FC Colonia desde 1948.
- Karl Flink (13 de febrero de 1948 – 30 de junio de 1948)
- Hennes Weisweiler (1 de julio de 1948 – 30 de junio de 1952)
- Helmut Schneider (1 de julio de 1952 – 17 de mayo de 1953)
- Karl Winkler (18 de mayo de 1953 – 30 de junio de 1954)
- Kurt Baluses (1 de julio de 1954 – 30 de junio de 1955)
- Hennes Weisweiler (1 de julio de 1955 – 30 de junio de 1958)
- Peter Szabó (1 de julio de 1958 – 30 de junio de 1959)
- Oswald Pfau (1 de julio de 1959 – 30 de junio de 1961)
- Zlatko Čajkovski (1 de julio de 1961 – 30 de junio de 1963)
- Georg Knöpfle (1 de julio de 1963 – 30 de junio de 1966)
- Willi Multhaup (1 de julio de 1966 – 30 de junio de 1968)
- Hans Merkle (1 de julio de 1968 – 30 de junio de 1970)
- Ernst Ocwirk (1 de julio de 1970 – 30 de junio de 1971)
- Gyula Lóránt (1 de julio de 1971 – 4 de abril de 1972)
- Rolf Herings (5 de abril de 1972 – 30 de junio de 1972)
- Rudi Schlott (1 de julio de 1972 – 16 de septiembre de 1973)
- Zlatko Čajkovski (17 de septiembre de 1973 – 12 de diciembre de 1975)
- Georg Stollenwerk (1 de enero de 1976 – 30 de junio de 1976)
- Hennes Weisweiler (1 de julio de 1976 – 15 de abril de 1980)
- Karl-Heinz Heddergott (16 de abril de 1980 – 13 de octubre de 1980)
- Rinus Michels (18 de octubre de 1980 – 21 de agosto de 1983)
- Hannes Löhr (22 de agosto de 1983 – 6 de febrero de 1986)
- Georg Kessler (7 de febrero de 1986 – 22 de septiembre de 1986)
- Christoph Daum (23 de septiembre de 1986 – 28 de junio de 1990)
- Erich Rutemöller (1 de julio de 1990 – 30 de agosto de 1991)
- Jörg Berger (11 de septiembre de 1991 – 28 de febrero de 1993)
- Wolfgang Jerat (28 de febrero de 1993 – 29 de abril de 1993)
- Morten Olsen (29 de abril de 1993 – 27 de agosto de 1995)
- Stephan Engels (27 de agosto de 1995 – 31 de marzo de 1996)
- Peter Neururer (1 de abril de 1996 – 30 de septiembre de 1997)
- Lorenz-Günther Köstner (1 de octubre de 1997 – 30 de junio de 1998)
- Bernd Schuster (1 de julio de 1998 – 30 de junio de 1999)
- Ewald Lienen (1 de julio de 1999 – 28 de enero de 2002)
- Christoph John (28 de enero de 2002 – 13 de febrero de 2002)
- Friedhelm Funkel (14 de febrero de 2002 – 30 de octubre de 2003)
- Marcel Koller (2 de noviembre de 2003 – 14 de junio de 2004)
- Huub Stevens (14 de junio de 2004 – 27 de mayo de 2005)
- Uwe Rapolder (1 de julio de 2005 – 18 de diciembre de 2005)
- Hanspeter Latour (3 de enero de 2006 – 10 de noviembre de 2006)
- Holger Gehrke (10 de noviembre de 2006 – 26 de noviembre de 2006)
- Christoph Daum (26 de noviembre de 2006 – 2 de junio de 2009)
- Zvonimir Soldo (1 de julio de 2009 – 24 de octubre de 2010)
- Frank Schaefer (24 de octubre de 2010 – 27 de abril de 2011)
- Volker Finke (27 de abril de 2011 – 30 de junio de 2011)
- Ståle Solbakken (1 de julio de 2011 – 12 de abril de 2012)
- Frank Schaefer (12 de abril de 2012 – 30 de junio de 2012)
- Holger Stanislawski (1 de julio de 2012 – 19 de mayo de 2013)
- Peter Stöger (11 de junio de 2013 – 3 de diciembre de 2017)
- Stefan Ruthenbeck (3 de diciembre de 2017 – 30 de junio de 2018)
- Markus Anfang (1 de julio de 2018 – 27 de abril de 2019)
- Achim Beierlorzer (1 de julio de 2019 – 9 de noviembre de 2019)
- Markus Gisdol (18 de noviembre de 2019 – 11 de abril de 2021)
- Friedhelm Funkel (12 de abril de 2021 – 10 de mayo de 2021)
- Steffen Baumgart (11 de mayo de 2021 – 21 de diciembre de 2023)
- Timo Schultz (4 de enero de 2024 – 2 de junio de 2024)
- Gerhard Struber (12 de junio de 2024 – 5 de mayo de 2025)
- Friedhelm Funkel (5 de mayo de 2025 – 6 de junio de 2025)
- Lukas Kwasniok (6 de junio de 2025 –)

## Palmarés

### Torneos nacionales (7)
| Competición nacional               | Títulos                                      | Subcampeonatos                                           |
| ---------------------------------- | -------------------------------------------- | -------------------------------------------------------- |
| Primera División de Alemania (3/7) | 1962, 1963–64, 1977–78.                      | 1960, 1963, 1964–65, 1972–73, 1981–82, 1988–89, 1989–90. |
| Copa de Alemania (4/6)             | 1967–68, 1976–77, 1977–78, 1982–83.          | 1953–54, 1969–70, 1970–71, 1972–73, 1979–80, 1990–91.    |
| Segunda División de Alemania (5/1) | 1999–00, 2004–05, 2013–14, 2018–19, 2024-25. | 2002–03.                                                 |

- Los años en que ganó el doblete en negrita.

### Torneos internacionales
| Competición internacional | Títulos | Subcampeonatos |
| ------------------------- | ------- | -------------- |
| UEFA Europa League (0/1)  |         | 1985–86.       |

### Torneos Regionales (15)
| Competición regional                   | Títulos                                      | Subcampeonatos                      |
| -------------------------------------- | -------------------------------------------- | ----------------------------------- |
| Oberliga Oeste (5/3)                   | 1953–54, 1959–60, 1960–61, 1961–62, 1962–63. | 1952–53, 1957–58, 1958–59.          |
| Campeonato amater de Alemania (1/0)    | 1981.                                        |                                     |
| Bundesliga sub-19 (1/3)                | 1970–71.                                     | 1973–74, 1982–83, 1991–92.          |
| Sub-19 Bundesliga División Oeste (1/4) | 2007–08.                                     | 2003–04, 2009–10, 2013–14, 2014–15. |
| Menores de 19 Juniors DFB-Pokal (1/2)  | 2012–13.                                     | 1990–91, 1993–94.                   |
| Bundesliga Sub 17(3/0)                 | 1989–90, 2010–11, 2018–19.                   |                                     |
| Sub-17 Bundesliga Oeste(3/1)           | 2010–11, 2011–12, 2018–19.                   | 2008–09. (1)                        |

## Seguidores

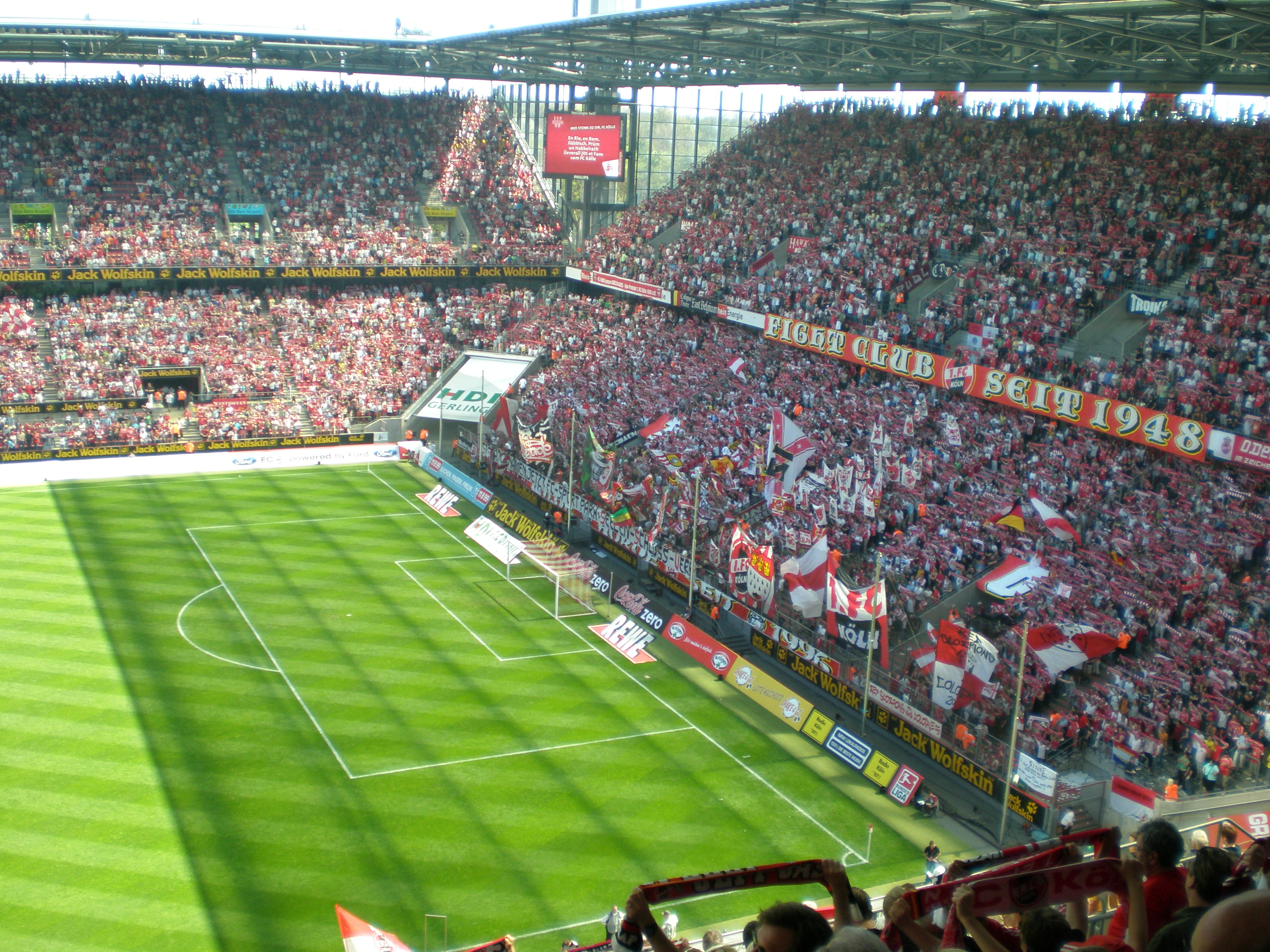
Aficionados del Colonia en 2007.

La curva sur del RheinEnergieStadion es tradicionalmente el hogar de los aficionados del Colonia. Los aficionados activos del club ya tenían su lugar en el antiguo estadio Müngersdorfer en la curva sur “real”. En el momento de la arena principal, sin embargo, los fanáticos organizados todavía estaban en la curva norte. Incluso si la actual curva sur se llama grada sur desde el lado del club y sobre todo por razones arquitectónicas; los fanáticos continúan refiriéndose a ella como la curva sur.

### Ultras

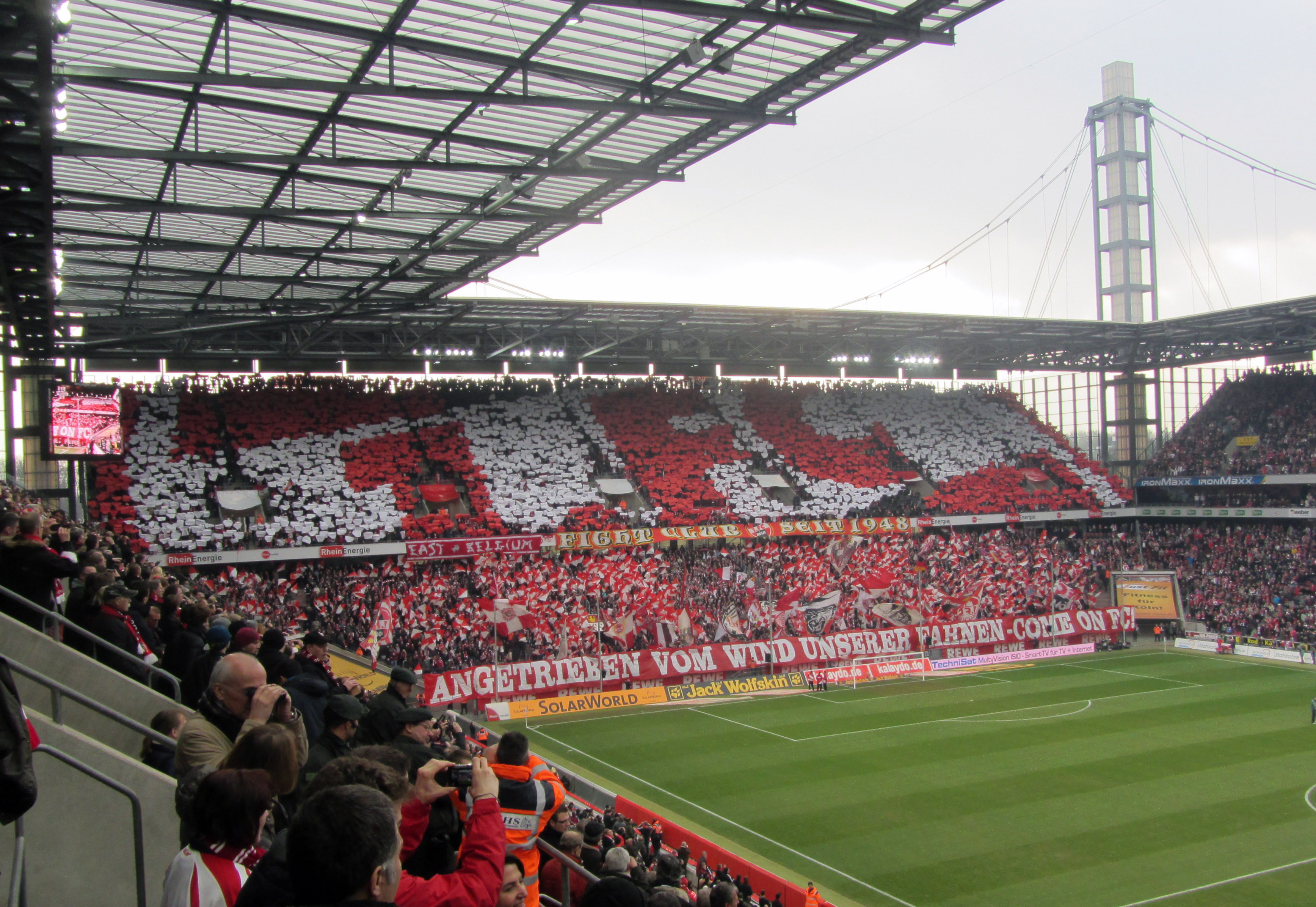
La Südkurve muestra una coreografía, 2012.

Los Ultras aparecieron por primera vez en Colonia a mediados de la década de 1990. La "Ultras CCAA" fue la primera agrupación del Estadio Müngersdorfer en definirse como Ultras. De allí surgió en 1996 lo que ahora es el grupo ultra más grande del 1. FC Colonia, el "Wilde Horde".
Algunas críticas a los Ultras son la posible disposición a usar la violencia contra los fanáticos rivales o la policía y el encendido de fuegos artificiales de bengalas u otras violaciones de las reglas del estadio, que pueden resultar en altas multas de asociación para el club. En un pasado cercano, el FC Köln recibió multas y fue castigado por mala conducta de la escena ultra con exclusión parcial de los espectadores en los partidos en casa.

### Instituciones del club

#### Proyecto de fanes
El vínculo más importante entre el club y los aficionados es el proyecto de aficionados 1. FC Köln 1991 e. V. Fundado en 1991 como un club de aficionados, que con alrededor de 11 000 miembros es uno de los más grandes y antiguos de su tipo en Alemania. Se ve a sí mismo como un club de aficionados, pero también como un proveedor de servicios para todos los aficionados del Colonia y otros clubes de aficionados del FC, por lo que el proyecto de aficionados está en estrecho contacto con el 1. FC Köln. El proyecto de la afición sirve como canal de comunicación de la base de aficionados al club y viceversa.

#### Cultura de fanes de AG
Desde el otoño de 2012, representantes del club y varios grupos de aficionados se han unido con el objetivo de unir al club a nivel de club de fanes y encontrar soluciones a los conflictos. Una de las principales preocupaciones del 1. FC Kölnes mejorar la interacción entre el Colonia, sus aficionados, incluida la ultra escena, la política, las asociaciones, la policía y los medios de comunicación. Con este fin, el 1. FC Köln fue el primer club de la Bundesliga en crear un grupo de trabajo sobre cultura de aficionados.
El exmiembro de la Unión democrática de Alemania, Bundestag, y exmiembro del FC, Wolfgang Bosbach también es miembro de AG Fan Culture.

## Rivalidades

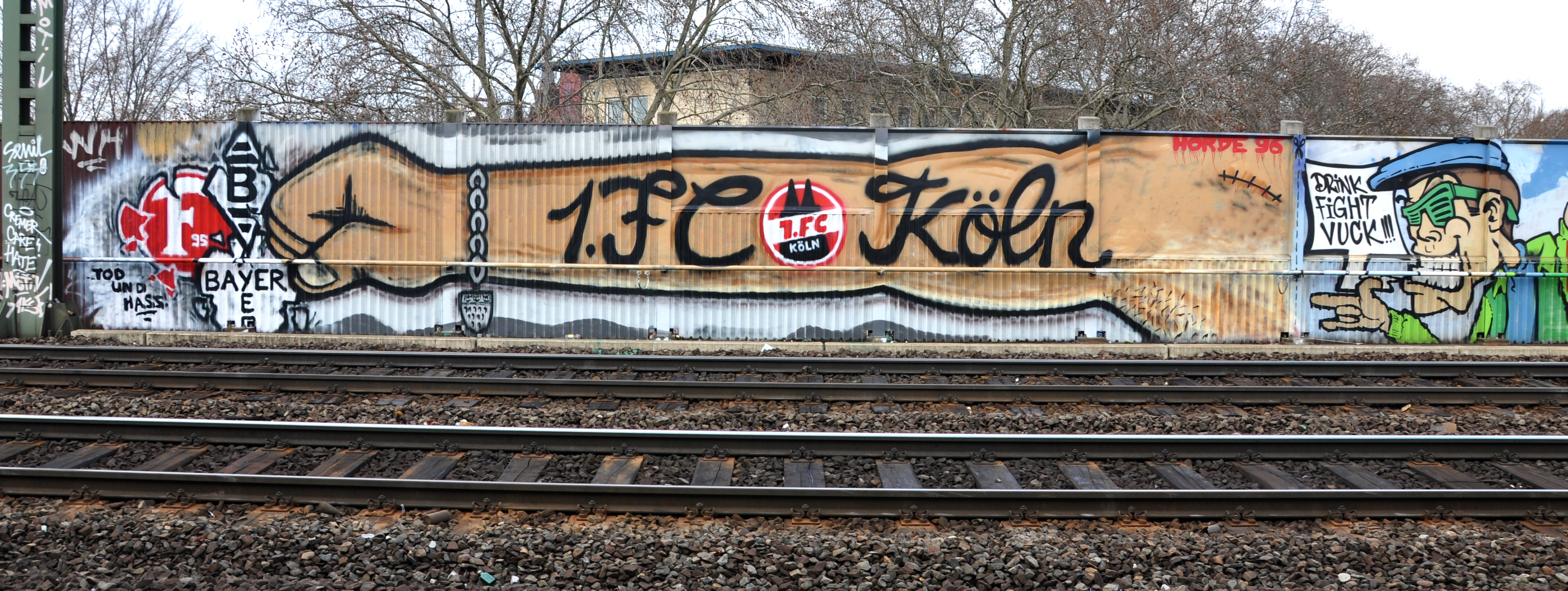
Mural en Colonia de las rivalidades del FC.

Debido a las características históricas y geográficas, existe una rivalidad entre varios clubes. Hay tres duelos que involucran al 1. FC Köln, que se conocen como el “Clásicos del Rheinisches”, que involucran al Fortuna Düsseldorf, Mönchengladbach y al Bayer 04. En particular, con el Mönchengladbach disputa el Derbi renano, la rivalidad deportiva más importante del club.
En general, en el transcurso de la década del 2000, debido al desarrollo comercial del fútbol, históricos clubes alemanes como Bayern Múnich, Borussia Dortmund, Werder Bremen, VfB Stuttgart, Hamburgo y el 1. FC Colonia desarrollaron un rechazo de gran parte de la escena de las aficiones contra clubes apoyados por grupos como FC Ingolstadt, RB Leipzig o VfL Wolfsburgo. El argumento principal es que estos clubes solo son competitivos gracias al grupo respectivo en el fondo de inversión y por lo tanto tienen una gran ventaja sobre los clubes tradicionales.

### Amistades
Tras el duelo de cuartos de final de la Copa de Europa de 1964-65, cuando el Colonia fue eliminado en play-offs el 24 de marzo de 1965 tras la prórroga ante el Liverpool al lanzar una moneda, se desarrollaron relaciones amistosas con la afición del rival inglés, que ahora se muestran con "pocos pañuelos de amistad". Durante décadas, sin embargo, una amistad con la afición del F.C. San Pauli, que surgió después del partido en el Millerntor-Stadion en 1978, cuando el FC se impuso en un duelo a larga distancia contra el Gladbach y ganó el campeonato alemán por última vez. Sin embargo, desde los 2000 esta amistad ha perdido gran parte de su importancia.
Desde la victoria del FC Colonia en casa por 2-0 contra el Bayer 04 Leverkusen en 2011, que aseguró el campeonato al Borussia Dortmund, ha habido una relación amistosa entre los dos clubes por parte de algunos aficionados. Además, los grupos ultra "Boyz Köln" y "Desperados Dortmund" estuvieron estrechamente vinculados desde 2006 hasta que los Boyz se disolvieron en 2018.
En el nivel Ultra, también hay una mayor amistad con los antiguos grupos "Supras Auteuil”, “Authentiks Paris” y “Grinta” del Paris Saint-Germain. La amistad es cultivada por los grupos de Colonia “Wilde Horde” y “Coloniacs”. Los grupos de París fueron disueltos por el estado en 2010 debido al prolongado conflicto entre las curvas parisinas “Virage Auteuil” y “Kop of Boulogne”.

## Secciones deportivas

### 1. FC Colonia (femenino)

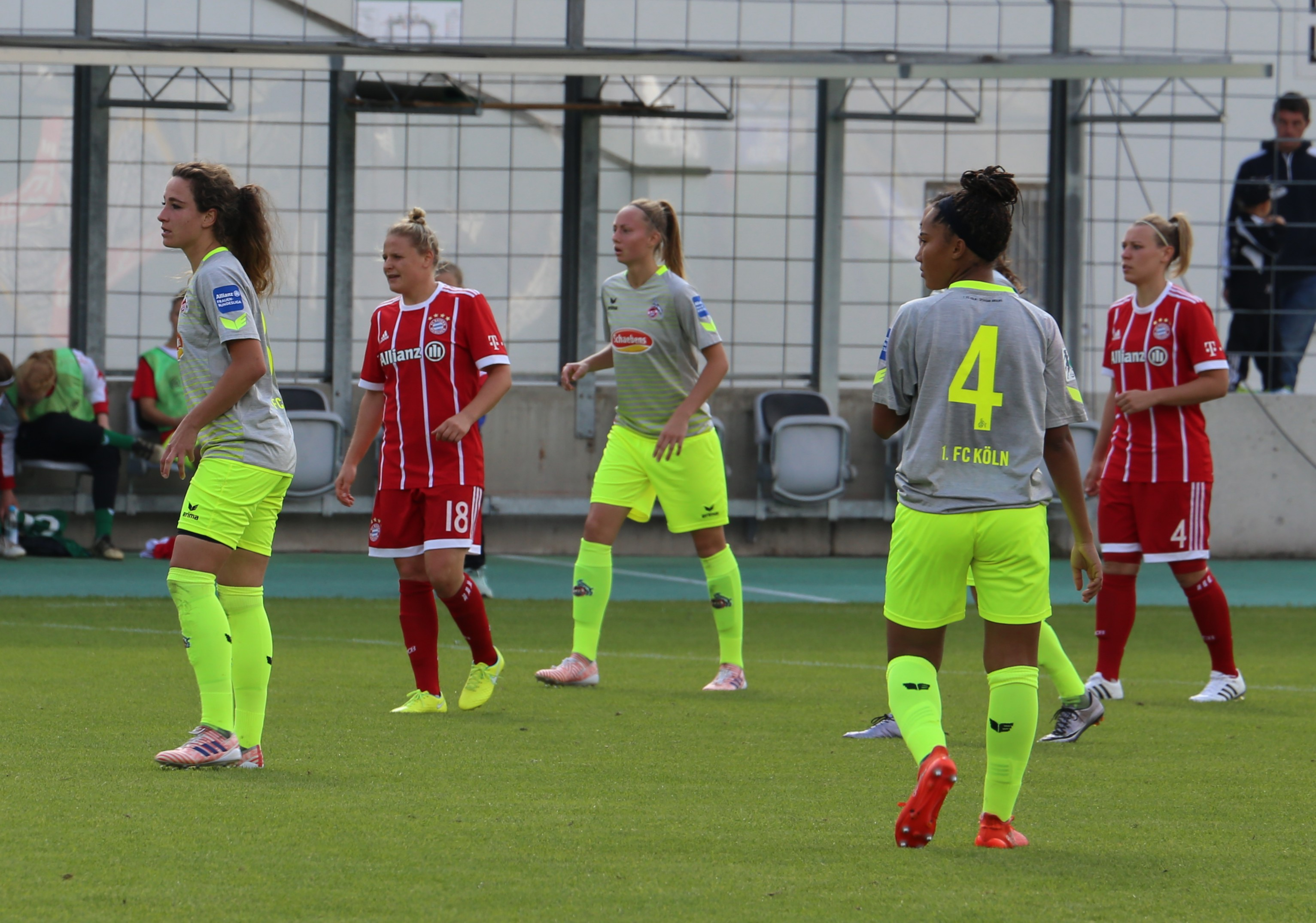
Escena de un partido del FC femenino, 2017.

Fue fundado en 2009 luego de que el FFC Brauweiler Pulheim, que entre los años 1974 y 2000 llevó el nombre de SV Grün-Weiß Brauweiler, se uniera al club de Colonia. Desde la temporada 2019-20 juega en la Bundesliga Femenina, primera división del fútbol alemán.

### 1. FC Colonia (balonmano)
En el departamento del FC Colonia hay actualmente dos equipos femeninos, dos masculinos y once equipos juveniles, de los cuales el primer equipo femenino es el buque insignia y juega en la 3ª Liga Westen la temporada 2018-19.

### 1. FC Colonia (tenis de mesa)
El tenis de mesa tiene una larga tradición en el 1. FC Köln, el deporte se practica en el club desde 1950. La primera división en la que jugó fue la 2° más alta. El primer equipo masculino juega en la Nordstaffel de la 3a Bundesliga en la temporada 2018-19.
El departamento de tenis de mesa incluye diez equipos masculinos, tres juveniles y siete estudiantiles. El mayor éxito de un equipo juvenil fue el título de subcampeón del campeonato juvenil alemán en 2004.